# Оток (Метлика)
Оток (словен. Otok) — поселення в общині Метлика, регіон Південно-Східна Словенія, Словенія.